# 堀井岳也
堀井 岳也（ほりい がくや、1975年7月3日 - ）は、山梨県甲府市出身の元プロサッカー選手。ポジションはFW。

## 来歴
1984年に貢川サッカースポーツ少年団に入団。昭和町立押原中学校を経て山梨県立韮崎高等学校に入学してサッカー部に入部。在学中、1991年、1993年の2回全国高等学校サッカー選手権大会に出場した。中田英寿は1年後輩。卒業後は青山学院大学に入学し、サッカー部でプレーした。
大学卒業後地元山梨県に戻り、当時旧JFL所属だったヴァンフォーレ甲府に入団。翌年甲府は新設されたJリーグ2部に参入した。堀井は2年間で49試合に出場して合計8得点を挙げた。
2000年にモンテディオ山形に移籍。2001年9月、コンサドーレ札幌にレンタル移籍で加入した。同年9月16日に行われたJ1リーグセカンドステージ第5節 (対戦相手: 清水エスパルス) でJ1リーグに初出場。この試合で延長前半14分にVゴールを決めた。翌年より札幌に完全移。2002年度にはJ2リーグへの降格を経験したが、翌2003年度シーズンでは、41試合に出場して8得点を挙げ、チーム得点王となった。翌2004年度は33試合に出場して1得点の成績でシーズンを終えた。しかし天皇杯全日本サッカー選手権大会では準々決勝までの計4試合に出場して2得点を挙げた。
2005年シーズンは第2節以降の10試合で全試合出場し2得点を決めていたものの、第11節山形戦で左頚骨骨折により序盤で離脱した。第42節の対甲府戦に出場したものの、結局2005年は通算11試合2得点でシーズンを終え、戦力外通告を受けてコンサドーレ札幌を退団した。
2006年にJ1に昇格したヴァンフォーレ甲府に復帰し、同シーズン第2節 (対戦相手: ジェフユナイテッド市原・千葉) 67分に得点を挙げた が、この得点は甲府のJ1初ゴールであった。同年オフに現役引退が発表された。
3年後の2009年4月14日、元コンサドーレ札幌の野々村芳和、黄川田賢司らとともに道央ブロックリーグ所属の小樽 F.C.での現役復帰が報じられた。
現役引退後ヴァンフォーレ甲府普及育成部職員となり、サッカースクールでコーチとして指導した。その後強化部に移り、2008年から2009年の2年間、ヴァンフォーレ甲府のスカウト担当も務めた。また強化部勤務の傍ら、コンサドーレ札幌時代のチームメイトの野々村芳和が代表取締役を務める企業に所属し、サッカースクール「エスコーラ・ジ・クラッキ」のコーチとしてサッカースクールでの指導も行っている。2017年よりヴァンフォーレ甲府のアシスタントコーチに就任。

## 所属クラブ
- 1984年 - 1988年 貢川SSS
- 1988年 - 1990年 昭和町立押原中学校
- 1991年 - 1993年 山梨県立韮崎高等学校
- 1994年 - 1997年 青山学院大学
- 1998年 - 1999年 ヴァンフォーレ甲府
- 2000年 - 2001年 モンテディオ山形
  - 2001年 コンサドーレ札幌 (期限付き移籍)
- 2002年 - 2005年 コンサドーレ札幌
- 2006年 ヴァンフォーレ甲府
- 2009年 小樽 F.C.

## 個人成績
| 国内大会個人成績 | 国内大会個人成績 | 国内大会個人成績 | 国内大会個人成績 | 国内大会個人成績 | 国内大会個人成績 | 国内大会個人成績 | 国内大会個人成績  | 国内大会個人成績 | 国内大会個人成績 | 国内大会個人成績 | 国内大会個人成績 |
| 年度             | クラブ           | 背番号           | リーグ           | リーグ戦         | リーグ戦         | リーグ杯         | リーグ杯          | オープン杯       | オープン杯       | 期間通算         | 期間通算         |
| 年度             | クラブ           | 背番号           | リーグ           | 出場             | 得点             | 出場             | 得点              | 出場             | 得点             | 出場             | 得点             |
| 日本             | 日本             | 日本             | 日本             | リーグ戦         | リーグ戦         | リーグ杯         | リーグ杯          | 天皇杯           | 天皇杯           | 期間通算         | 期間通算         |
| ---------------- | ---------------- | ---------------- | ---------------- | ---------------- | ---------------- | ---------------- | ----------------- | ---------------- | ---------------- | ---------------- | ---------------- |
| 1997             | 青学大           |                  | -                | -                | -                | -                | -                 | 2                | 1                | 2                | 1                |
| 1998             | 甲府             | 20               | 旧JFL            | 15               | 1                | -                | -                 | 2                | 0                | 17               | 1                |
| 1999             | 甲府             | 14               | J2               | 34               | 7                | 2                | 1                 | 2                | 2                | 38               | 10               |
| 2000             | 山形             | 14               | J2               | 35               | 7                | 1                | 0                 | 2                | 3                | 38               | 10               |
| 2001             | 山形             | 14               | J2               | 31               | 10               | 2                | 1                 | -                | -                | 33               | 11               |
| 2001             | 札幌             | 31               | J1               | 6                | 1                | -                | -                 | 0                | 0                | 6                | 1                |
| 2002             | 札幌             | 16               | J1               | 14               | 1                | 5                | 0                 | 1                | 0                | 20               | 1                |
| 2003             | 札幌             | 16               | J2               | 41               | 8                | -                | -                 | 3                | 2                | 44               | 10               |
| 2004             | 札幌             | 9                | J2               | 33               | 1                | -                | -                 | 4                | 2                | 37               | 3                |
| 2005             | 札幌             | 9                | J2               | 11               | 2                | -                | -                 | 0                | 0                | 11               | 2                |
| 2006             | 甲府             | 14               | J1               | 16               | 1                | 3                | 0                 |                  |                  |                  |                  |
| 通算             | 日本             | 日本             | J1               | 36               | 3                | 8                | 0\|\|\|\|\|\|\|\| |                  |                  |                  |                  |
| 通算             | 日本             | 日本             | J2               | 185              | 35               | 5                | 2                 | 11               | 9                | 201              | 46               |
| 通算             | 日本             | 日本             | 旧JFL            | 15               | 1                | -                | -                 | 2                | 0                | 17               | 1                |
| 通算             | 日本             | 日本             | 他               | -                | -                | -                | -                 | 2                | 1                | 2                | 1                |
| 総通算           | 総通算           | 総通算           | 総通算           | 236              | 39               | 13               | 2\|\|\|\|\|\|\|\| |                  |                  |                  |                  |

## 指導歴
- 2007年 - 2010年 ヴァンフォーレ甲府
  - 2007年 - 2008年 育成普及部 スクールコーチ
  - 2008年 - 2010年 強化育成部 スカウト担当
- エスコーラ・ジ・クラッキ(サッカースクール) コーチ
- 2011年 - 2013年 日本航空高等学校サッカー部 ヘッドコーチ
- 2013年 - 2019年 ヴァンフォーレ甲府
  - 2013年 - 2016年 U-15 コーチ
  - 2017年 - 2018年 トップチーム アシスタントコーチ
  - 2019年 U-18 コーチ
- 2020年 山梨学院高等学校サッカー部 コーチ
- 2023年 - FC ZONA 代表